# Goldbauchtrogon

Verbreitungsgebiet des Goldbauchtrogons

Der Goldbauchtrogon (Trogon collaris aurantiiventris, Syn. Trogon aurantiiventris) ist eine Vogelart aus der Familie der Trogone (Trogonidae). Die Art wurde früher manchmal als eigenständige Art angesehen.
Dieser Trogon wurde im Jahre 2019 als Unterart (Ssp.) des Jungferntrogons (Trogon collaris) umklassifiziert.
Manchmal wird er auch als Morphe des Jungferntrogons betrachtet.
Der Vogel ist endemisch Costa Rica & Panama und kommt in den Bergen des Talamanca-Gebirges vor von 600–2300 m Höhe.
Der Lebensraum umfasst feuchte Wälder des Hochlandes.
Der Artzusatz kommt von lateinisch aurantius ‚orangefarben‘ lateinisch venter, ventris ‚Bauch‘.

## Merkmale
Die Art ist 26 cm groß. Rücken, Kopf und Brust des Männchens sind grün, eine weiße Linie trennt die Brust von der orangefarbenen Unterseite. Der Unterschwanz ist weiß mit schwarzer Bänderung, die Flügel sind schwarz, mit weißen Binden. Beim Weibchen sind Rücken, Kopf und Brust braun, der Unterschwanz ist weniger gebändert, die Unterseite ist etwas heller.
Die Art unterscheidet sich vom Jungferntrogon (Trogon collaris) lediglich durch die orange Färbung des Bauches.

## Stimme
Die Lautäußerungen entsprechen denen des Jungferntrogons.

## Gefährdungssituation
Der Bestand gilt als „nicht gefährdet“ (Least Concern), als Unterart wird aktuell keine Einstufung mehr vorgenommen.